# 比德洛
49°59′0″N 35°20′49″E / 49.98333°N 35.34694°E
比德洛（羅馬化：Bidylo）是位於烏克蘭東部的村莊，由哈爾科夫州博霍杜希夫區的克拉斯諾庫特斯克市鎮負責管轄。該村始建於1750年，面積1.44平方公里，海拔高度139米，2001年人口142，人口密度每平方公里99人。